# Protapanteles stackelbergi
Protapanteles stackelbergi är en stekelart som först beskrevs av Telenga 1955.  Protapanteles stackelbergi ingår i släktet Protapanteles och familjen bracksteklar. Inga underarter finns listade i Catalogue of Life.